# Gorja de Tripití
La Gorja de Tripití (grec Τρυπητή) és una gorja al sud-oest de l'illa de Creta. Té uns 5 km de llarg i acaba a uns 5 km a l'est de Súgia.
Les parets verticals de la gorja i la costa estan plenes de coves, que han donat nom a la zona (tripiti vol dir amb forats en grec), i estan ocupades per cabres. No hi ha carretera a Tripiti i les úniques maneres d'arribar-hi són per mar des de Súgia o caminant pel Sender Europeu E4 que connecta Súgia amb Agia Roumeli (una caminada que pren unes bones 4 hores).
Al final de la gorja hi ha una capella mig excavada a la roca i dedicada a Sant Nicolau.

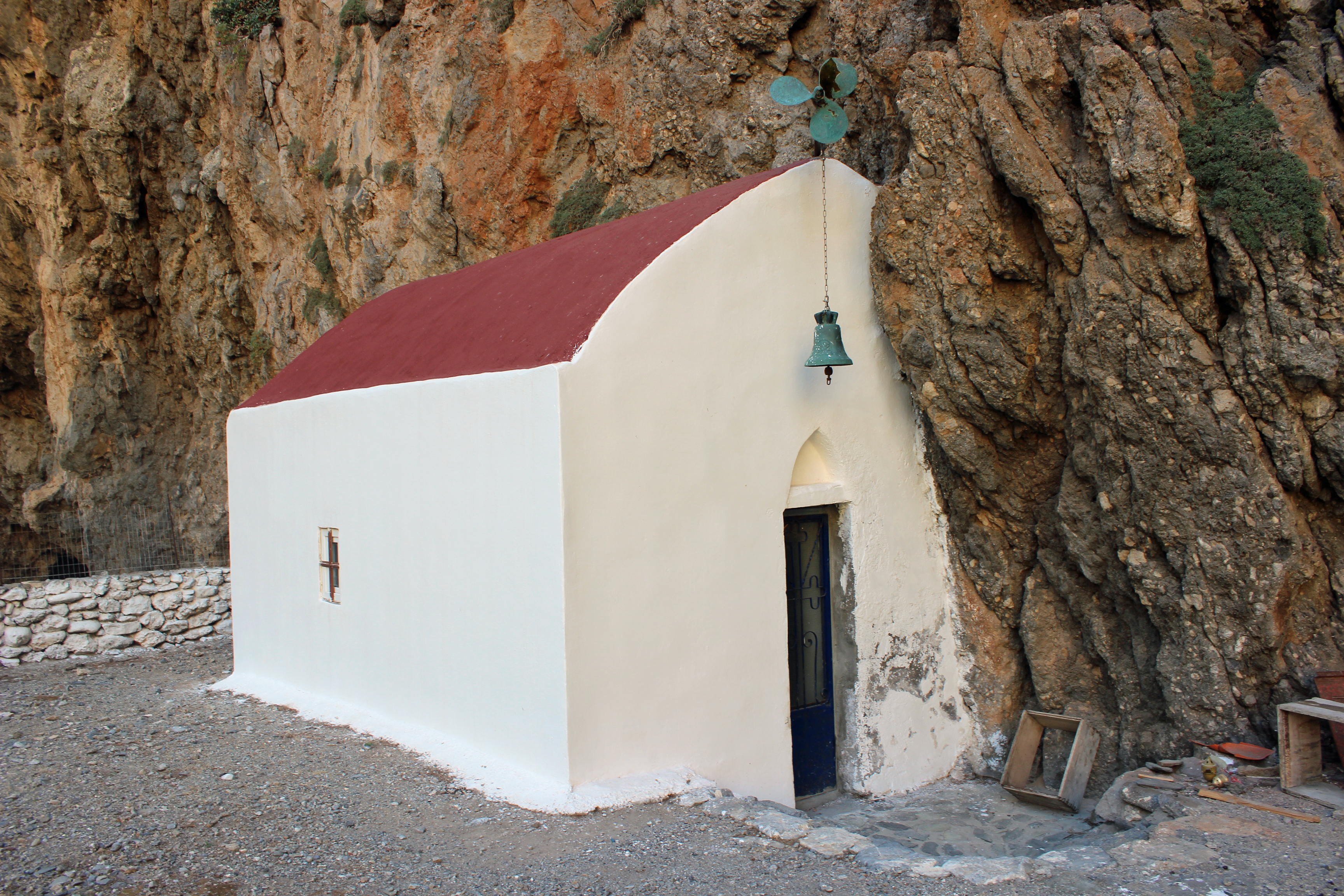
La capella d'Àgios Nikólaos a la platja de Tripití al final de la gorja del mateix nom, vora Súgia a Creta

Al cap de Tripiti hi ha les restes de l'antiga ciutat de Pikilassos, el port de l'antiga Eliros. A pocs minuts hi ha una platja de grava anomenada "Sentoni".